# Thomas Gill

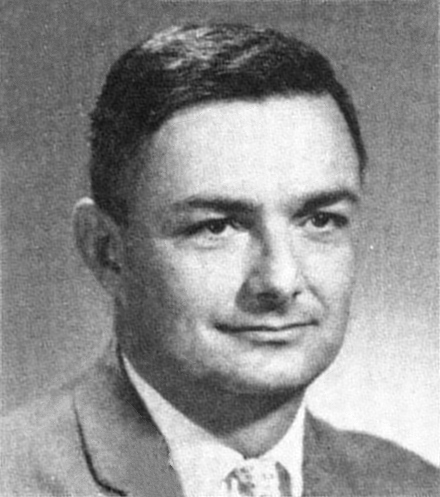
Thomas Gill.

Thomas Ponce Gill, född 21 april 1922 i Honolulu, död 3 juni 2009 i Honolulu, var en amerikansk demokratisk politiker. Han var ledamot av USA:s representanthus från Hawaii 1963-1965. Han var sedan Hawaiis viceguvernör 1966-1970.
Gill gick i skola i Roosvelt High School och studerade sedan vid University of Hawaii. Han deltog i andra världskriget i USA:s armé. Han avlade 1951 juristexamen vid University of California, Berkeley.
Gill efterträdde 1963 Daniel Inouye i USA:s representanthus. Han efterträddes 1965 som kongressledamot av Patsy Mink. Gill efterträdde 1966 William S. Richardson som viceguvernör. Han efterträddes 1970 i det ämbetet av George Ariyoshi.